# Jonathan Silva Vieira
Jonathan Silva Vieira (Japeri, Brasil, 3 de marzo de 1998), deportivamente conocido como Jonathan, es un futbolista brasileño que juega en la posición de defensa en el Botafogo del Campeonato Brasileño de Serie A, cedido por la U. D. Almería.

## Carrera profesional
Nacido en el municipio de Japeri, en Río de Janeiro, se unió al Botafogo en agosto del año 2017, después de haber hecho su debut con el Nova Iguaçu F. C. un año antes. Inicialmente estaba cedido, sin embargo, finalmente fue comprado en diciembre de 2018, renovando su contrato hasta el año 2021. En 2016 jugó un año cedido en el Internacional de Porto Alegre.
Ascendió al primer equipo del Nova Iguauçu F. C. en la temporada 2019, debutando el 26 de enero con una derrota en casa por 1-2 en el Campeonato Carioca contra el C. R. Flamengo. El 3 de febrero marcó su primer gol, anotando el tercero de la victoria por 3-0 a domicilio frente al Boavista S. C.
Hizo su debut en el Campeonato Brasileiro Série A, primera división brasileña, el 27 de abril, jugando los 90 minutos completos en la derrota por 2-0 frente al São Paulo F. C.
El 20 de agosto de 2019 se hizo oficial su traspaso por 1 000 000 de euros a la U. D. Almería de España procedente del Botafogo. Firmó por 5 temporadas.
Durante la temporada 2019-20 jugó un total de 22 partidos de liga para acumular 1259 minutos sobre el césped.
Tras un año en el conjunto almeriensista, el 21 de septiembre de 2020 fue cedido, con opción de compra, hasta final de temporada a la U. D. Las Palmas de la Segunda División. Dicha opción no se hizo efectiva y el 31 de julio de 2021 regresó a Botafogo para jugar cedido durante una temporada.

## Clubes
| Club                                   | País   | Año       |
| -------------------------------------- | ------ | --------- |
| Nova Iguaçu F. C.                      | Brasil | 2016-2018 |
| Internacional de Porto Alegre (cedido) | Brasil | 2016      |
| Botafogo (cedido)                      | Brasil | 2017-2018 |
| Botafogo                               | Brasil | 2019      |
| U. D. Almería                          | España | 2019-act. |
| U. D. Las Palmas (cedido)              | España | 2020-2021 |
| Botafogo (cedido)                      | Brasil | 2021-act. |